# SDSS J080018.78+263611.3
SDSS J080018.78+263611.3 ist eine Galaxie im Sternbild Zwillinge auf der Ekliptik, die schätzungsweise 563 Millionen Lichtjahre von der Milchstraße entfernt ist. Im selben Himmelsareal befinden sich u. a. die Galaxien NGC 2492, IC 484, IC 485, IC 486.